# 피나키오포라속
피나키오포라속(Pinaciophora)은 리자리아의 한 속이다. 종 Pinaciophora fluviatilis를 포함하고 있다. 한때 누클레아리아류에 포함하여 분류하기도 했다.